# آيت الراضي (أولاد موح وموسى)
آيت الراضي هو دُوَّار يقع بجماعة بني سمير، إقليم خريبكة، جهة بني ملال خنيفرة في المملكة المغربية. ينتمي الدوّار لمشيخة أولاد موح وموسى التي تضم 5 دواوير. يقدر عدد سكانه بـ 309 نسمة حسب الإحصاء الرسمي للسكان والسكنى لسنة 2004.

## وصلات خارجية
- البوابة الوطنية للجماعات الترابية
- المندوبية السامية للتخطيط